# Lithium (Lied)
Lithium ist ein Lied der US-amerikanischen Rockband Nirvana. Es erschien am 13. Juli 1992 und war die dritte Singleauskopplung aus ihrem Album Nevermind, das im September 1991 veröffentlicht wurde. Es ist einer der bekanntesten Songs der Band.

## Entstehung
Eine erste Aufnahme des Songs entstand am 20. März 1990 im Evergreen State College, als die Band das dortige Equipment und Videostudio benutzte, um Musikvideos für einige ihrer Songs zu machen. Text und Musik stammen von dem Nirvana-Frontmann Kurt Cobain. Einige Wochen später entstand das erste richtige Demo des Songs in einer Session mit dem späteren Nevermind-Produzenten Butch Vig in Madison, Wisconsin. Als Nirvana den Song Lithium schließlich unter Leitung des Produzenten Vig im Tonstudio aufnahmen, lernte der Schlagzeuger Dave Grohl, ausgehend von einem Ratschlag von Vig, mit einem Click-Track als technisches Hilfsmittel zu spielen, das den Takt vorgibt, denn Vig hatte bemerkt, dass Nirvana beim direkten Live-Spiel des Stücks Lithium unbewusst immer schneller wurden: Mithilfe des Click-Tracks sollte Grohl, der sonst nie mit Metronom, sondern rein aus persönlichem Rhythmus-Gefühl trommelte, lernen, sein Spieltempo für den Song zu stabilisieren und anzupassen. Am 25. September 1990 spielten Nirvana das Stück in einer Radioperformance auf dem Radiosender Kaos Fm erstmals öffentlich.

## Titel und Text
Der Text des Stückes beschreibt auf den ersten Blick die Gedanken eines Menschen, der Trost in der Religion sucht. Dies scheint sein einziger Halt zu sein. Die Liebe zu dem Menschen, an dem ihm liegt, scheint dagegen nicht fortbestehen zu können. Der [mögliche] Trost in Religion bleibt: „I light my candles in a daze 'cause I found god… I like it, I'm not gonna crack“ (dt.: „Ich zünde benommen meine Kerzen an, denn ich habe Gott gefunden… Ich mag das, ich werde nicht zerbrechen“). Kurt Cobain äußerte über das Lied: „Ich fand immer schon, dass manche Menschen Religion in ihrem Leben haben sollten (…). Das ist gut so. Falls es jemanden rettet, ist das okay. Und die Person in 'Lithium' brauchte das.“
Es gibt allerdings deutliche Hinweise darauf, dass der Text in Wahrheit sarkastisch zu verstehen ist, denn der vermeintlich Gläubige klingt eher wie ein Verrückter: „I'm so lonely, that's okay, I shaved my head. And I'm not sad. And just maybe I'm to blame for all I've heard. But I'm not sure. And I don't care. I'm so horny, that's okay: My will is good“ („Ich bin so einsam, aber das ist okay, ich habe mir den Kopf geschoren. Und ich bin nicht traurig. Und nur möglicherweise trage ich die Schuld an allem, von dem ich gehört habe. Aber sicher bin ich nicht. Und es ist mir egal. Ich bin so geil, das ist okay, ich meine es gut“).
Dafür, dass es eigentlich um Geisteskrankheit geht, spricht nicht nur das verzweifelt gebrüllte "Yeah!!" im Refrain, sondern auch der Songtitel: Dieser verweist auf den Gebrauch von Lithium – genauer seiner Salze, wie Lithiumcarbonat – im Rahmen der Lithiumtherapie bei der Behandlung etwa von bipolaren Störungen, Manien oder Depressionen; dies legt nahe, dass Cobain der Religion letztlich eine ähnliche Funktion zuschrieb wie Psychopharmaka. Michael Azerrad, Verfasser einer Bandbiographie über Nirvana, verweist hinsichtlich der Thematik „Psychopharmaka“ daher auch auf Karl Marx’ Aussage vom Opium des Volkes.

## Musik

Lithium wechselt harte, verzerrte Powerchords mit einer sanfteren, größtenteils gedämpften Gitarrenbegleitung.

## Video
Das Video ist ein Zusammenschnitt verschiedener Live-Performances des Songs. An den Stellen, an denen die gezupfte Gitarrenbegleitung im Vordergrund steht, überwiegen eher ruhigere Liveszenen, an den aggressiveren Stellen hingegen entsprechend wüstere Livemitschnitte, bei denen z. B. Instrumente zertrümmert werden. Insgesamt ist das Video weniger aufwändig gestaltet als die Videos zu den anderen Singles von Nevermind (In Bloom, Come as You Are, Smells Like Teen Spirit).

## Live-Performance bei den MTV Video Music Awards
Viel Beachtung erlangte Nirvanas Auftritt anlässlich der MTV Video Music Awards am 9. September 1992. Angefragt war, ob sie Smells Like Teen Spirit, ihren ersten und größten Hit, spielen wollten, aber die Band wollte stattdessen einen neuen Song mit dem Namen Rape Me spielen, was MTV, wohl im Hinblick auf den Titel (deutsch: Vergewaltige mich), ablehnte. Nirvana erklärten sich dann damit einverstanden, die aktuelle Hit-Single Lithium zu spielen.
Zu Beginn des Auftritts spielte Kurt Cobain zunächst die ersten Takte von Rape Me und ging dann zu Lithium über. Die Textzeile „I’m to blame for all I’ve heard/But I’m not sure“ ersetzte er durch „I’m to blame for all I’ve heard/But I’m a turd“ (turd: etwa „Stück Scheiße“) entsprechend der bandeigenen Tradition, bei Live-Auftritten den Text zu variieren.
Gegen Ende des Auftrittes begannen Zuschauer, die Bühne zu erklettern und zu stagediven. Krist Novoselic warf seinen E-Bass in die Luft, fing ihn aber nicht wieder auf, sondern wurde von ihm an der Stirn getroffen und ging zu Boden. Cobain und Grohl bemerkten das nicht und spielten unbekümmert weiter. Nach dem Ende von Lithium warf Cobain seine E-Gitarre auf die Boxen, stieß Verstärker um und begann sie zu erklettern. Dabei geriet er ins Stolpern und warf sich in das Drumset, das Dave Grohl bereits verlassen hatte. Währenddessen rief Dave Grohl ins Mikrofon: „Hi Axl! Hi Axl! Where is Axl? Hi Axl! Hi Axl? Hi Axl!“ Gemeint war Axl Rose, Frontmann von Guns N’ Roses, mit dem Nirvana im Vorfeld aneinandergeraten waren. Beim Verlassen der Bühne spuckte Kurt Cobain auf das Piano von Elton John, das er irrtümlich für das von Axl Rose hielt.

## Titelliste der Single
1. Lithium [LP-Version] (Cobain) – 4:16
2. Been a Son [live, Paramount Theatre (Seattle, Washington) 1991.10.31] (Cobain) – 2:14
3. Curmudgeon (Cobain, Nirvana) – 2:58
4. D-7 [ist nur auf wenigen CDs enthalten] – 2:54

## Kommerzieller Erfolg

### Chartplatzierungen
Lithium erreichte in verschiedenen Ländern Chartplatzierungen in den Top 100, darunter Platz 3 in Finnland, Rang 5 in Irland, Position 11 in Großbritannien und Platz 64 in den Vereinigten Staaten. In den Niederlanden belegte das Lied Platz 17 und in Belgien sowie Neuseeland jeweils Rang 28. In Deutschland konnte sich die Single dagegen nicht in den Charts platzieren.

### Auszeichnungen für Musikverkäufe
Lithium wurde im Jahr 2023 für über 600.000 verkaufte Einheiten im Vereinigten Königreich mit einer Platin-Schallplatte ausgezeichnet.

| Land/Region                  | Auszeichnungen für Musikverkäufe (Land/Region, Auszeichnung, Verkäufe) | Verkäufe  |
| ---------------------------- | ---------------------------------------------------------------------- | --------- |
| Australien (ARIA)            | 3× Platin                                                              | 210.000   |
| Dänemark (IFPI)              | Gold                                                                   | 45.000    |
| Italien (FIMI)               | Gold                                                                   | 35.000    |
| Neuseeland (RMNZ)            | 2× Platin                                                              | 60.000    |
| Spanien (Promusicae)         | Gold                                                                   | 30.000    |
| Vereinigte Staaten (RIAA)    | 3× Platin                                                              | 3.000.000 |
| Vereinigtes Königreich (BPI) | Platin                                                                 | 600.000   |
| Insgesamt                    | 3× Gold · 9× Platin ·                                                  | 3.980.000 |

Hauptartikel: Nirvana/Auszeichnungen für Musikverkäufe

## Vorkommen auf Live- und Best-of-Alben
- 1996 auf dem Live-Album From the Muddy Banks of the Wishkah
- 2002 auf dem Best-of-Album Nirvana
- 2004 auf dem Box-Set With the Lights Out – hier die Radioperformance vom 25. September 1990 bei Kaos Fm
- 2009 auf dem Live-Album Live at Reading
- 2011 auf der Konzert-DVD Live at the Paramount

## Trivia
Michael Stipe, Sänger der Band R.E.M., versuchte seinerzeit, in dem R.E.M.-Stück Man on the Moon mehr „Yeahs“ unterzubringen als in Lithium schon enthalten waren, was ihm auch gelang (56 im Vergleich zu 48 in Lithium).